# Рубэцу
Рубэцу (Пионер) (яп. 留別村, рубэцу-мура) — бывший населённый пункт на острове Итуруп. Территория относится к Курильскому городскому округу Сахалинской области России.

## География
Поселение располагалось на охотоморской стороне острова, на соимённой реке (ныне Куйбышевка).

## История
С 1869 года территория будущего поселения относилась к уезду Фурэбэцу округа Тисима.
В то время им владел феодальный клан Сага, затем Сэндай. В 1871 году феодальные кланы были упразднены, а территория уезда перешла под юрисдикцию Комиссии по освоению Хоккайдо.
5 ноября 1897 года вместе с другими итурупскими уездами Фурубэцу был объединён в округ Сяна, который в свою очередь был присоединён к округу Немуро в декабре 1903 года.
В 1899 году в деревне Рубэцу японский антрополог Рюдзо Тории записал от старой айнки 80 лет легенду о низкорослых карликах — коропокгуру, обитавших на Итурупе задолго до прихода айнов.
С 1923 года уезд Фурэбэцу разделён между соседними уездами Эторофу и Сяна. Поселение учреждено уже как часть уезда Эторофу.
До 1945 года являлся японским посёлком Рубэцу — крупнейшим населённым пунктом из расположенных на островах Кунашир, Итуруп, Шикотан и Хабомаи, ныне являющихся предметом территориального спора между Японией и Россией. После Второй мировой войны перешёл под управление Советского Союза. В 2008 году 45 пожилых граждан Японии навестили могилы своих предков в районе бывшего поселения Рубэцу и провели церемонию поминовения по усопшим.
Согласно административно-территориальному делению Японии, оспаривающей принадлежность южных Курильских островов, в том числе острова Итуруп, включая территорию Рубэцу, посёлок до сих пор формально включён в состав уезда Эторофу округа Немуро губернаторства Хоккайдо Японии.